# Dasanapura, Bangalore North
Dasanapura là một làng thuộc tehsil Bangalore North, huyện Bangalore Urban, bang Karnataka, Ấn Độ.